# Museo archeologico nazionale di Reggio Calabria

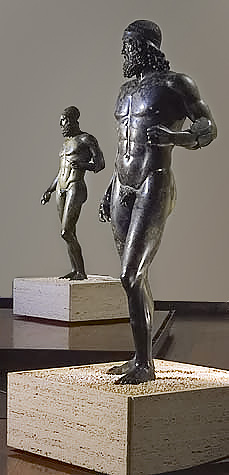
I "Bronzi di Riace" costituiscono uno dei simboli di Reggio Calabria e dello stesso museo.
In primo piano la statua A (il giovane), in fondo la statua B (il vecchio).

Il Museo archeologico nazionale di Reggio Calabria (MArRC), o Museo nazionale della Magna Grecia, è un museo statale italiano. Espone una delle più ragguardevoli collezioni di reperti provenienti dalla Magna Grecia.
Formato inizialmente da un nucleo di materiale ceduto dal museo civico della città, sorto nel XIX secolo, il Museo archeologico nazionale della Magna Grecia è cresciuto poi con i molti reperti, frutto delle varie campagne di scavo condotte fino ad oggi dalla Soprintendenza archeologica della Calabria. I reperti oggi rinvenuti in Calabria non sono più riuniti e custoditi in un museo unico, bensì esposti in quelle località nelle quali nuovi ritrovamenti hanno permesso di allestire piccoli musei locali (Crotone, Locri, Roccelletta di Borgia, Sibari, Lamezia Terme), che affiancano il museo reggino.
È di proprietà del Ministero per i beni e le attività culturali, che dal 2014 lo ha annoverato tra gli istituti museali dotati di autonomia speciale.

## Museo
Le collezioni archeologiche del museo comprendono materiali di scavo da siti della Calabria, della Basilicata, e della Sicilia, che illustrano l'arte e la storia della Magna Grecia dall'VIII secolo a.C., e materiale dei periodi precedenti (preistoria e protostoria) e successivi (periodi romano e bizantino).
Tra i materiali più significativi:
- I Bronzi di Riace: ritrovati in provincia di Reggio, sono due grandi statue in bronzo, originali greci della metà del V secolo a.C. pervenuti in eccezionale stato di conservazione, che potrebbero raffigurare, secondo recenti studi[3], Tideo e Anfiarao o Eteocle e Polinice de I sette contro Tebe, provenienti da un più numeroso gruppo di guerrieri bronzei.
- La Testa del Filosofo, ritrovata insieme ad altri pezzi a Porticello, nei pressi di Cannitello (frazione di Villa San Giovanni), è parte un ritratto di Pitagora di Samo del V sec. a.C. ed è un rarissimo esempio di ritrattistica greca;
- La Testa di Basilea, originale greco in stile "tardo-severo" del V sec. a.C. parte di una statua di Zeus Liberatore trovata nel relitto di Ponticello. Si tratta si una riacquisizione recente da parte del museo poiché fu trafugata al ritrovamento e venduta al museo di Basilea, da cui prese il nome prima della restituzione.
- il Kouros di Reggio, scultura arcaica in marmo pario che raffigura Apollo Reggino, risalente al VI sec. a.C. proviene dal tempio di Apollo maggiore (rinvenuto sotto la stazione Lido);
- L'acrolito di Apollo Aleo in marmo, da Cirò;
- Il gruppo dei Dioscuri che scendono da cavallo nella battaglia della Sagra, da Locri Epizefiri;
- Il Cavaliere Marafioti, scultura che raffigura uno dei due Dioscuri a cavallo portato da una sfinge, pertinente al tempio di Zeus di Locri Epizefiri;
- La collezione di pinakes, ex voto in terracotta recanti a rilievo scene del ratto di Persefone provenienti da Locri Epizefiri;
- Le Tavole bronzee, dell'archivio del tempio di Zeus di Locri Epizefiri;
- Diverse collezioni di gioielli, di specchi in bronzo, e medagliere.
- La corte del museo, la piazza Paolo Orsi, ospita inoltre mostre temporanee per valorizzare gli oggetti in riserva, ad esempio l'esposizione Mostra Ade e Persefone: Signori dell’Aldilà.

Fino al 2008 la Pinacoteca civica di Reggio Calabria era ospitata nel Museo nazionale.

### Palazzo Piacentini

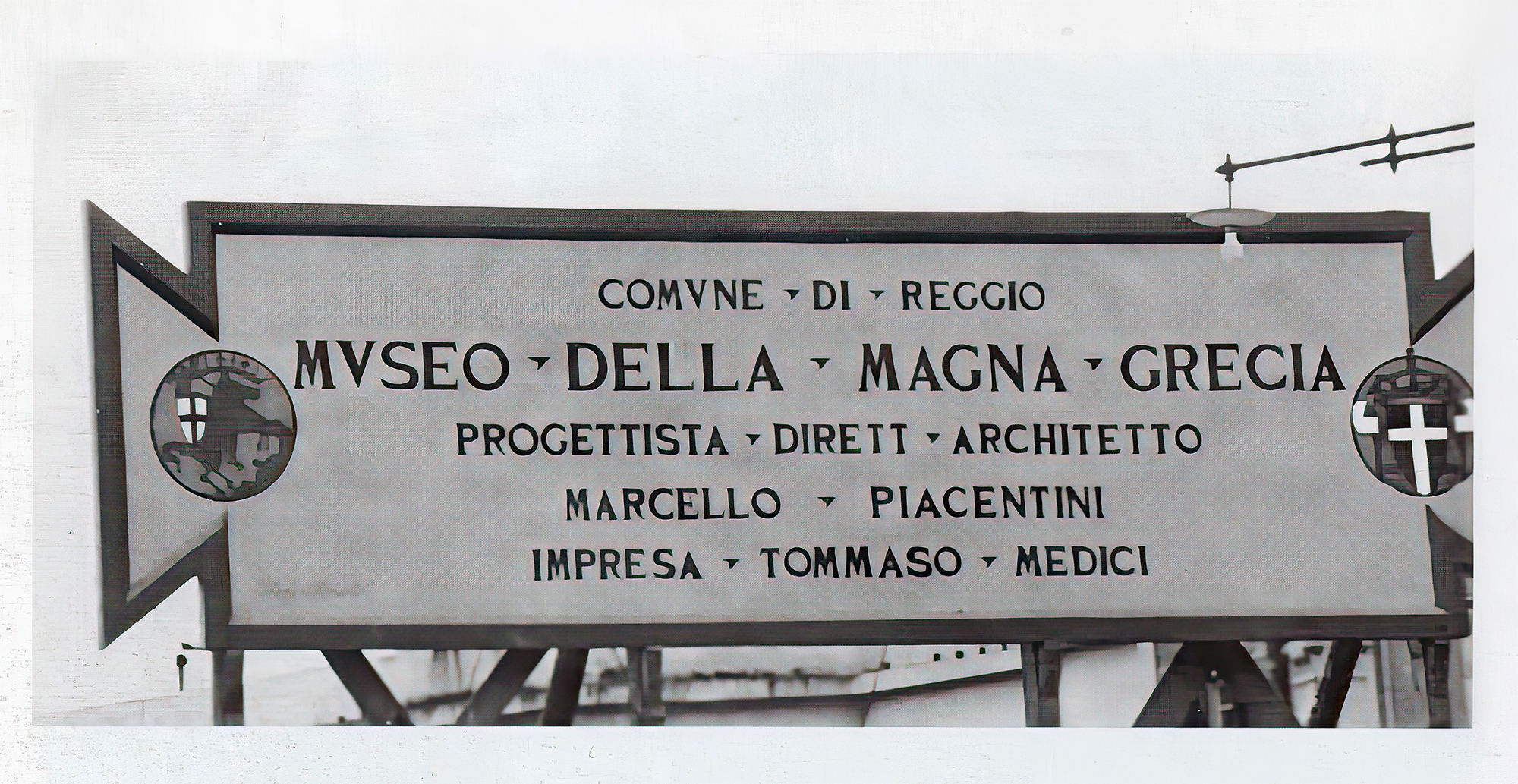
Cartello dei lavori per la costruzione del Museo nazionale della Magna Grecia di Reggio, progettato da Marcello Piacentini

L'edificio, progettato da Marcello Piacentini (dal quale prende il nome), fu realizzato tra il 1932 e il 1941, con volumetria massiccia che ne enfatizza la monumentalità.
L'edificio è costituito da un basamento bugnato in pietra lavica scura, che raccorda il dislivello fra il corso Garibaldi e via Vittorio Veneto, dove si alternano grandi pilastri sporgenti in travertino e le ampie finestre delle sale espositive. Sulla facciata principale è scolpita una serie di grandi decori che riproducono le monete delle città della Magna Grecia.

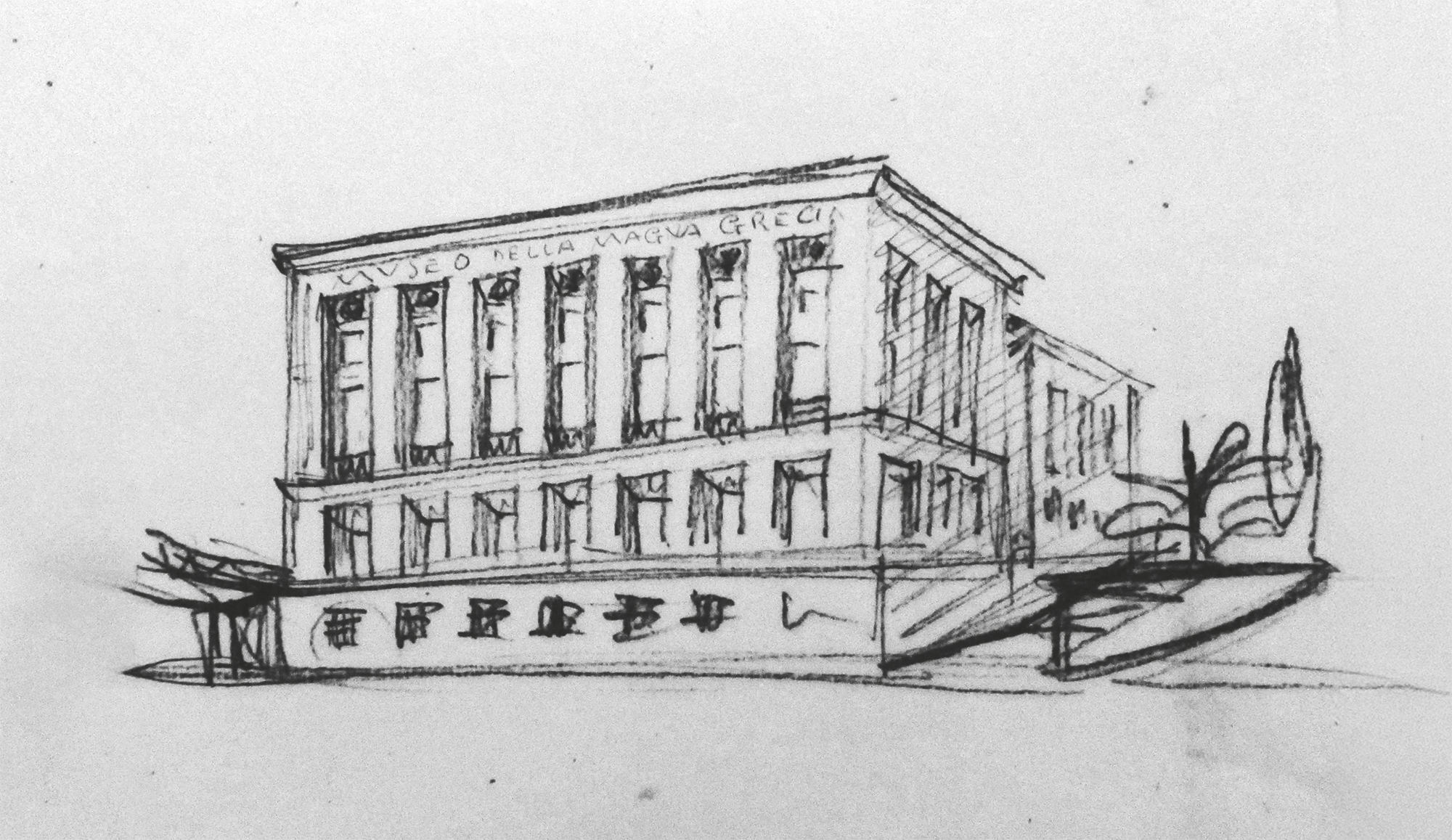
Schizzo preparatorio di Marcello Piacentini per la progettazione del Museo nazionale della Magna Grecia di Reggio

È considerato una delle opere più significative tra gli edifici costruiti per scopo museale, grazie alle sue ampie vetrate che illuminano gli ambienti espositivi per lo più a spazio aperto, che consentono un agevole e continuo itinerario di visita.
Dopo l'inaugurazione furono aperte al pubblico alcune sale del pianterreno ed oggi il Museo occupa tutto lo spazio disponibile nell'edificio su quattro livelli (tre piani ed un piano seminterrato).
Dal 2009 al 2013 il museo è stato chiuso per lavori di ristrutturazione ed ampliamento ed il 21 dicembre 2013 è stata temporaneamente riaperta la sala che ospita i Bronzi di Riace. Il 30 aprile 2016, con una cerimonia che ha visto la partecipazione del presidente del consiglio Matteo Renzi e del ministro per i beni culturali Dario Franceschini, il museo è stato definitivamente riaperto. Fulcro del nuovo ampliamento, progettato da Paolo Desideri (ABDR Architetti Associati) commissionata e gestita dall'allora direttore del museo Francesco Prosperetti, è il nuovo cortile interno, coperto da un lucernario, e la nuova terrazza panoramica, da cui si può ammirare il panorama dello Stretto di Messina.
Di particolare interesse architettonico la soluzione adottata per la struttura resistente del lucernaio calpestabile posto a copertura del cortile interno. La struttura disegnata da ABDR Architetti Associati è una Tensegrity che, oltre ad essere una delle più grandi mai realizzate in architettura, è caratterizzata dalla grande trasparenza complessiva e dall’innovativa adozione di cavo strutturale nautico in carbonio per ridurre drasticamente i coefficienti di dilatazione termica.

### Distribuzione degli ambienti
- Pianterreno:
  - sezioni di Preistoria e Protostoria, con reperti provenienti dal territorio calabrese;
  - prima parte della sezione dedicata alle colonie della Magna Grecia, che ospita ritrovamenti provenienti dagli scavi di Locri Epizephiri;
- primo piano:
  - seconda parte della sezione delle colonie greche, che ospita ritrovamenti provenienti dagli scavi di Rhegion, Matauros, Medma, Kaulon;
  - sezione di numismatica;
  - sezione romana e bizantina;
- secondo piano:
  - Pinacoteca comunale (oggi trasferita ad altra sede);
- seminterrato:
  - sezione di archeologia subacquea, allestita nel 1981, ospita una collezione di anfore e di ancore, i Bronzi di Riace e i Bronzi di Porticello.

## Storia del museo nazionale

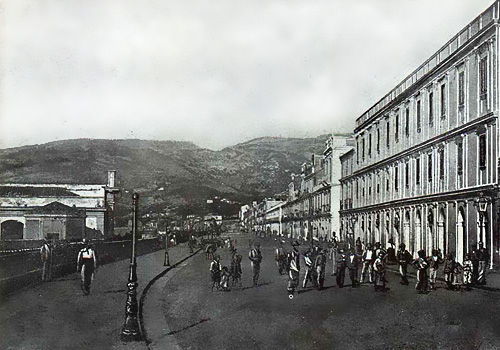
La "Real palazzina", serie di edifici tra i quali sorgeva il Museo civico.

Nel 1882 venne istituito il Museo civico, che nel clima della nuova unità nazionale, raccoglieva e diffondeva cultura alla cittadinanza con testimonianze della storia e della cultura locale, reperti archeologici, memorie del risorgimento e collezioni di pittura.
Il "Museo civico di Reggio", con sede presso il Palazzo arcivescovile sul lungomare, era costituito dalle sezioni:
- etnologia;
- arte medievale;
- arte moderna;
- arte risorgimentale;
- numismatica.

Nel 1907, sotto la direzione di Paolo Orsi, fu istituita la Soprintendenza archeologica della Calabria, che eseguì intensi scavi a Reggio, a Locri e nei principali centri di interesse archeologico della Calabria.
Dopo il terremoto del 1908 che distrusse la città, Paolo Orsi propose la creazione di un grande museo nazionale, in cui esporre i materiali degli scavi statali insieme a quelli delle collezioni civiche. La soprintendenza archeologica, insediatasi nel 1925 a Reggio, si preoccupò di realizzare un nuovo edificio per il "Museo centrale della Magna Grecia" o "Museo nazionale della Magna Grecia". Iniziato nel 1932, fu progettato da Marcello Piacentini, come primo edificio museale in Italia appositamente progettato allo scopo.

I principi di Piemonte assisterono alla benedizione della prima pietra, fatta dall'arcivescovo monsignor Pujia.
La nuova sede presto dovette essere chiusa a causa della seconda guerra mondiale, che impose il trasferimento del materiale in altri siti più sicuri.
Nel 1954 quindi le collezioni del Museo civico furono riunite a quelle del Museo nazionale, che fu aperto al pubblico nel 1959.
Nel 1962 vennero inaugurate le sezioni preistorica, protostorica e locrese, il lapidario e la pinacoteca nel 1969, mentre nel 1973 si apriva la sezione numismatica.
All'indomani del ritrovamento dei Bronzi di Riace, nel 1981 venne allestita la sezione di archeologia subacquea, dedicata alla memoria del soprintendente Giuseppe Foti, scomparso poco prima dell'inaugurazione.
Nel 1982 venne riordinata la sezione delle colonie e subcolonie ioniche e tirreniche, furono quindi aperte al pubblico altre 40 sale espositive al primo e al secondo piano dell'edificio.
La pinacoteca d'arte medievale e moderna, esposta al secondo piano, è stata in seguito spostata presso la nuova Pinacoteca civica di Reggio Calabria, per far posto ad altre collezioni tematiche archeologiche in allestimento. Il museo è diviso in sei sezioni, disposte in quattro piani e in ordine cronologico e topografico.
Chiuso per restauro nel novembre 2009, il Museo Archeologico Nazionale di Reggio Calabria ha riaperto al pubblico il 30 aprile 2016.
L’elemento principale dell’allestimento attuale è il nuovo cortile interno, coperto da un soffitto in vetro trasparente, sostenuto da una struttura tecnologicamente avanzata.
Il piano interrato di Palazzo Piacentini ospita due ampie sale destinate a esposizioni temporanee.

## Collezioni
Si accede al Museo da piazza De Nava. All'ingresso si trovava la statua di un telamone in tufo, proveniente da un edificio pubblico del III secolo a.C. di Montescaglioso. Nel 2015 il telamone è stato restituito al Museo di Montescaglioso.

### Preistoria e protostoria

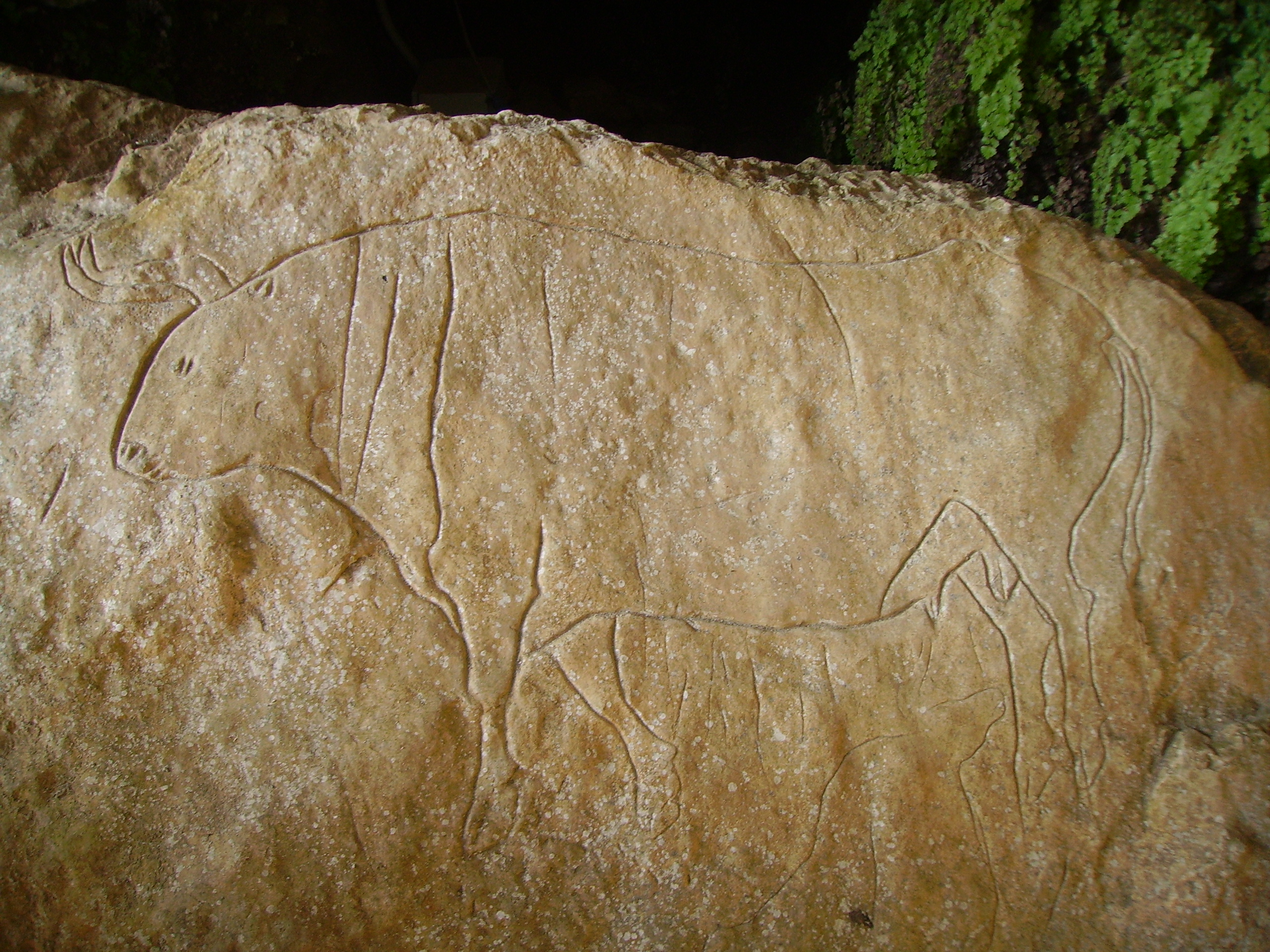
Incisione paleolitica di un Uro davanti la Grotta del Romito

La sezione ospita la ricostruzione di vari ambienti e raccoglie materiali calabresi risalenti alla preistoria e alla protostoria del territorio, che sono il risultato di scavi stratificati presentati in ordine cronologico attraverso la documentazione offerta dai vari siti, ed esposti nella lunga sala dedicata.
Gli oggetti più antichi, del paleolitico inferiore, risalgono a 600.000 anni fa, e sono "choppers" (ciottoli scheggiati), trovati presso Casella di Maida, al centro della Calabria.
All'ingresso della sala si trovano due grandi diorami con la rappresentazione di scene di vita delle popolazioni del paleolitico medio e superiore. Di seguito si trova la riproduzione dell'incisione raffigurante un Bos taurus primigenius, una incisione paleolitica risalente a circa a 12.000 anni dal presente, scoperta nel 1961 su di un masso - insieme ad altre due figure più piccole e insieme a molti segni lineari - presso il Riparo del Romito nel comune di Papasidero, lungo la valle del fiume Lao che è al confine con la Basilicata. 
Accanto all'incisione è stata ricostruita una tomba in cui si vedono gli scheletri di due individui che furono inumati contemporaneamente, affiancati e parzialmente sovrapposti, in una posizione inconsueta. Infatti l'individuo di sesso femminile sottostante, passa il braccio sinistro intorno al collo, come in un gesto d'affetto, al giovane uomo parzialmente soprastante, deforme per rachitismo. 
Un altro diorama allestito per raffigurare scene di vita del Neolitico (8.000-5.000 anni fa), seguito da alcune vetrine con oggetti in terracotta, bronzo e ferro quali: vasi, brocche, coppe, asce, spade e fibule, che vanno dal Neolitico alle età successive, provenienti da varie località calabresi quali: Praia a Mare, Torre Galli, Santa Domenica di Ricadi, Roccella Ionica, Amendolara, Cassano all'Ionio.

### Colonie della Magna Grecia
Nella seconda metà dell'VIII secolo a.C., gente di civiltà greche (mercanti, contadini, allevatori, artigiani), comparve nell'Italia meridionale, nell'ambito di un flusso migratorio motivato dall'interesse per lo sviluppo delle attività commerciali, e da tensioni sociali dovute all'incremento della popolazione a cui la magra produzione agricola non riusciva a dare sostentamento.
Così tra il 743 a.C. ed il 730 a.C. gente originaria della città di Calcide fondò, sullo Stretto tra Calabria e Sicilia, le due città di Rhegion (Reggio) e Zancle (Messina), ponendo sotto il controllo della medesima popolazione la via marittima più importante per i commerci con l'Italia tirrenica. Negli anni successivi, Greci di stirpe achea diedero vita prima a Sybaris (Sibari, 720 a.C.) e poi a Kroton (Crotone 710 a.C.), spinti dalla necessità di sfuggire a carestie e sovrappopolazione. Fra il 710 a.C. e il 690 a.C., un gruppo di servi provenienti dalle regioni della Grecia chiamate Locride, fondarono Lokroi Epizephyroi (Locri Epizefiri). In un momento imprecisato fra VIII e VI secolo a.C. gli ateniesi fondarono Skylletion (nei pressi di Catanzaro).
Nel tempo, per ragioni di sovrappopolazione, commerciali e di controllo del territorio, le nuove città ampliarono la loro presenza nella regione fondando delle subcolonie. Così i reggini fondarono Pyxus (Policastro Bussentino) in Campania; i locresi fondarono Medma (vicino Rosarno) e Hipponion (Vibo Valentia), i sibariti rivitalizzarono i centri indigeni di Laos e Skydros in Calabria e fondarono Poseidonia (Paestum), in Campania; i crotoniati fondarono Terina e parteciparono alla fondazione di Kaulon (presso Monasterace marina); gli zanclei e i reggini fondarono Metauros (Gioia Tauro).
La decadenza iniziò durante il conflitto con la popolazione che, nel frattempo, aveva preso dimora nella parte interna della Calabria (i Brettii, dal 390 a.C.), a cui s'aggiunse poi l'arrivo delle legioni romane (290 a.C.-280 a.C.), portando in breve tempo sotto la protezione e, successivamente, sotto il dominio di Roma, tutte le città greche della Penisola italiana.
Fiore all'occhiello del Museo Nazionale di Reggio è la vastissima collezione che riguarda le colonie della Magna Grecia, ripartita su due piani dell'edificio per la grande quantità di reperti. Altre sezioni della collezione magnogreca, quali: Sibari, Crotone, Scalea, Tortora e Amantea, sono in allestimento.

#### Lokroi Epizephyrioi (Locri Epizefiri)
La ricca collezione del museo sulla Magna Grecia inizia al pianterreno con la sezione di Locri Epizefiri. Il materiale proviene dagli scavi effettuati nell'area della città antica dove, fortunatamente, non si è sovrapposto un abitato moderno. Ciò ha permesso di facilitare le ricerche archeologiche che hanno portato alla luce uno dei centri della Magna Grecia più conosciuti e studiati.
Nelle prime due sale sono esposti oggetti provenienti dalle tombe della necropoli arcaica e greca di contrada Lucifero, utilizzata dal VII al VI secolo a.C., che diede la possibilità d'indagare circa 1.700 tombe negli anni dal 1910 al 1915. Fra i vari reperti si trovano: piccoli altari in terracotta per uso domestico, specchi in bronzo, oggetti usati per l'ornamento femminile o legati alla cosmesi (unguentari e balsamari), un cocchio in bronzo in miniatura, forse un giocattolo, poiché rinvenuto nella tomba di un giovane.

##### Templi di contrada Mannella e di casa Marafioti
Proseguendo, si trova esposto il materiale rinvenuto tra il 1908 ed il 1912 nella collina della Mannella, dove fu individuato il Persefoneion (Santuario di Persefone), probabilmente di tutta la Magna Grecia il più celebre dedicato alla dea. Si tratta per lo più di oggetti del VI e V secolo a.C., fra cui i celebri pinakes, la testa femminile con capelli dorati (V secolo a.C.), i vasi a forma di menade danzante e di lepre (IV secolo a.C.), la bellissima maniglia in bronzo con testa in cavallo e ariete, e la maschera in terracotta (VI secolo a.C.), la testa femminile con diadema in terracotta (III secolo a.C.).
Più avanti vi sono le lastre in terracotta dipinta della decorazione del lato frontale del tempio detto di casa Marafioti, con le decorazioni e gli scarichi delle grondaie a forma di testa di leone e fiori di loto. Molto d'effetto in questa sala è il gruppo in terracotta, trovato nel 1910, che anticamente stava ai lati o nel frontone del tempio dove fu trovato, perché i vari pezzi erano sparsi di fronte ad uno dei lati corti del basamento.
Nel gruppo (450-430 a.C.), è raffigurato un giovane cavaliere nudo, su un cavallo rampante, che ha sotto di sé una sfinge accosciata la quale, con le mani, gli sostiene i piedi. Per la presenza della sfinge, che richiama altre composizioni simili, si ritiene che il cavaliere rappresenti uno dei Dioscuri. Questa è un'opera che aggiunge, al proprio valore artistico, l'importanza di essere una testimonianza di come la committenza in Magna Grecia, nel periodo più antico, accettasse che gli artisti utilizzassero l'argilla, anche per manufatti di grandi dimensioni, in alternativa al marmo (non reperibile nella zona) e al bronzo, molto costoso.

##### Collezione dipinakes

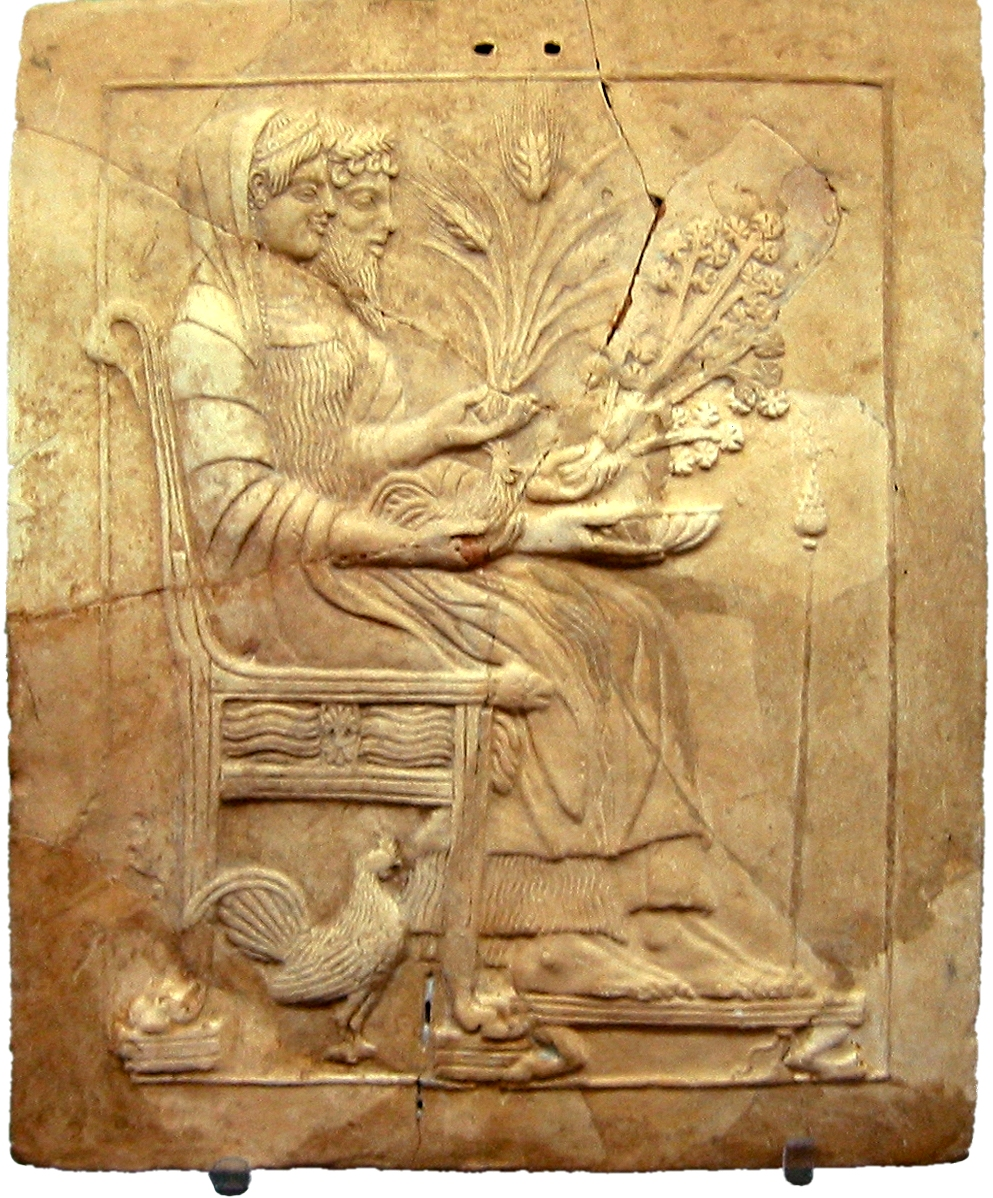
Uno dei pinakes dalla numerosissima collezione conservata presso il Museo Nazionale di Reggio.
Raffigura Persefone e Ade seduti sul trono (V secolo a.C.).

Per i pinakes è stato mantenuto l'uso della lingua greca per denominarli (pinax = "quadretto"). Sono infatti dei quadretti in terracotta prodotti soprattutto a Locri e a Reggio dal 490 a.C. al 450 a.C., con raffigurazioni in bassorilievo che per devozione venivano offerti a Persefone, la dea rapita dal dio dell'oltretomba Hades, il quale la portò negli inferi per sposarla ancora fanciulla.
Nella grande sala, i pinakes sono esposti secondo gruppi aventi lo stesso soggetto rappresentato, condizione che permette di confrontare le molte varianti, per ciascun soggetto, ideate dai diversi produttori.
Si può notare anche come tutti i quadretti siano stati ricomposti utilizzando vari pezzi trovati dello stesso Pinax e che assolutamente nessuno di questi è intero. Ciò è dovuto al fatto che tutte le offerte divenute numerose ed ingombranti, dopo essere state ridotte in pezzi venivano accantonate in fosse di deposito nelle adiacenze del santuario dagli addetti al culto, che attuavano un rito tradizionale consacrandole alla divinità e impedendone il riutilizzo, altrimenti sacrilego.

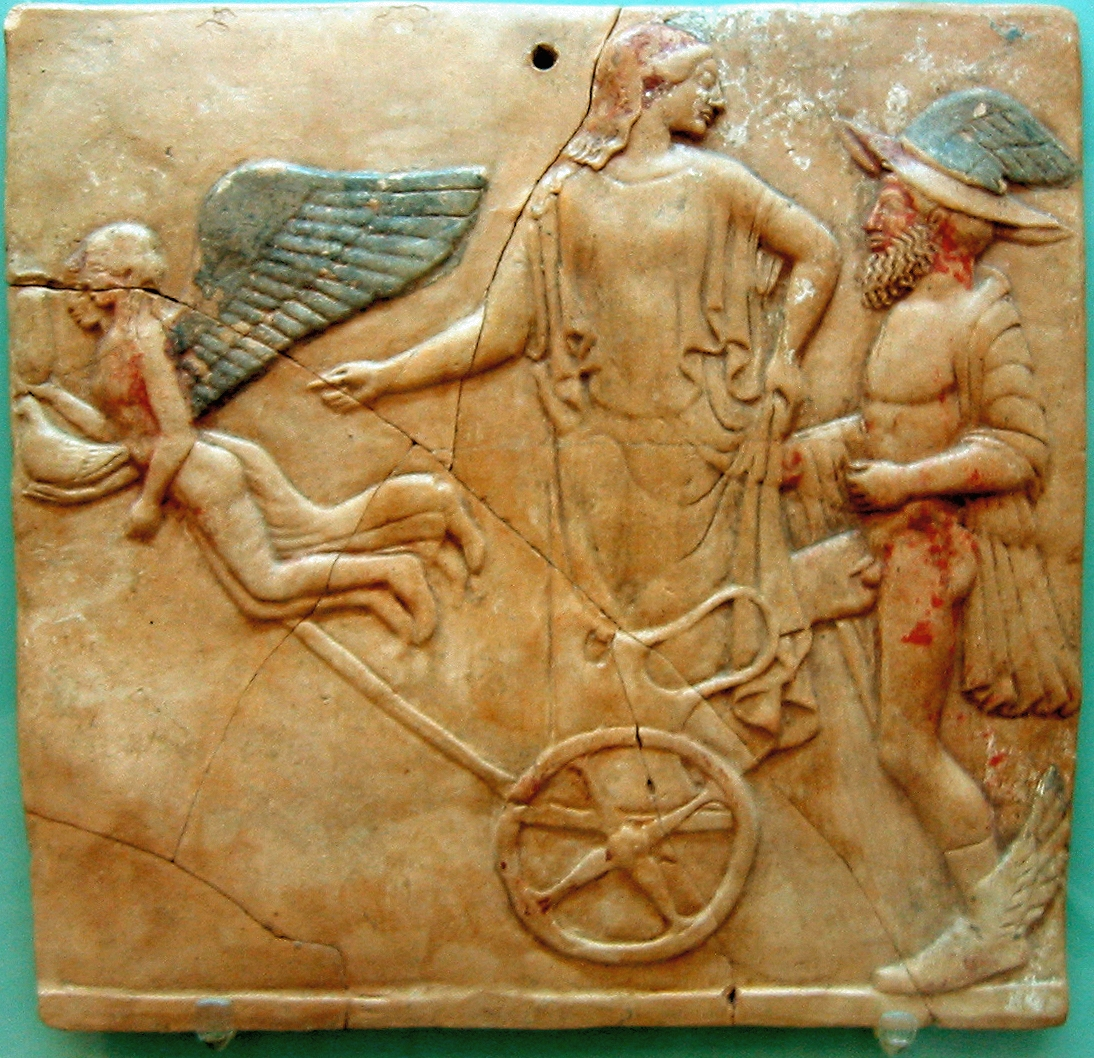
Pinax di Eros, Ermes e Afrodite.
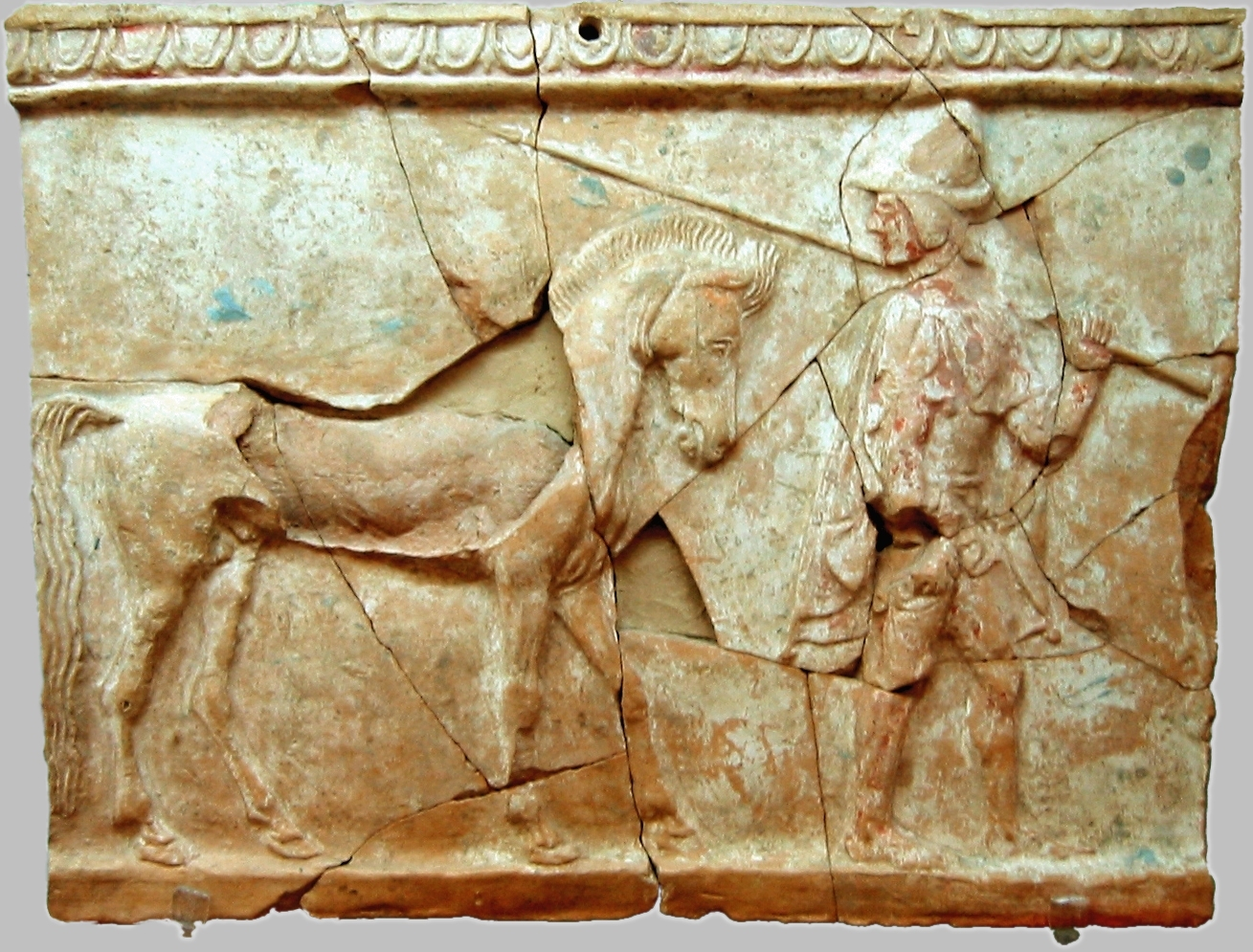
Pinax di un uomo con cavallo.
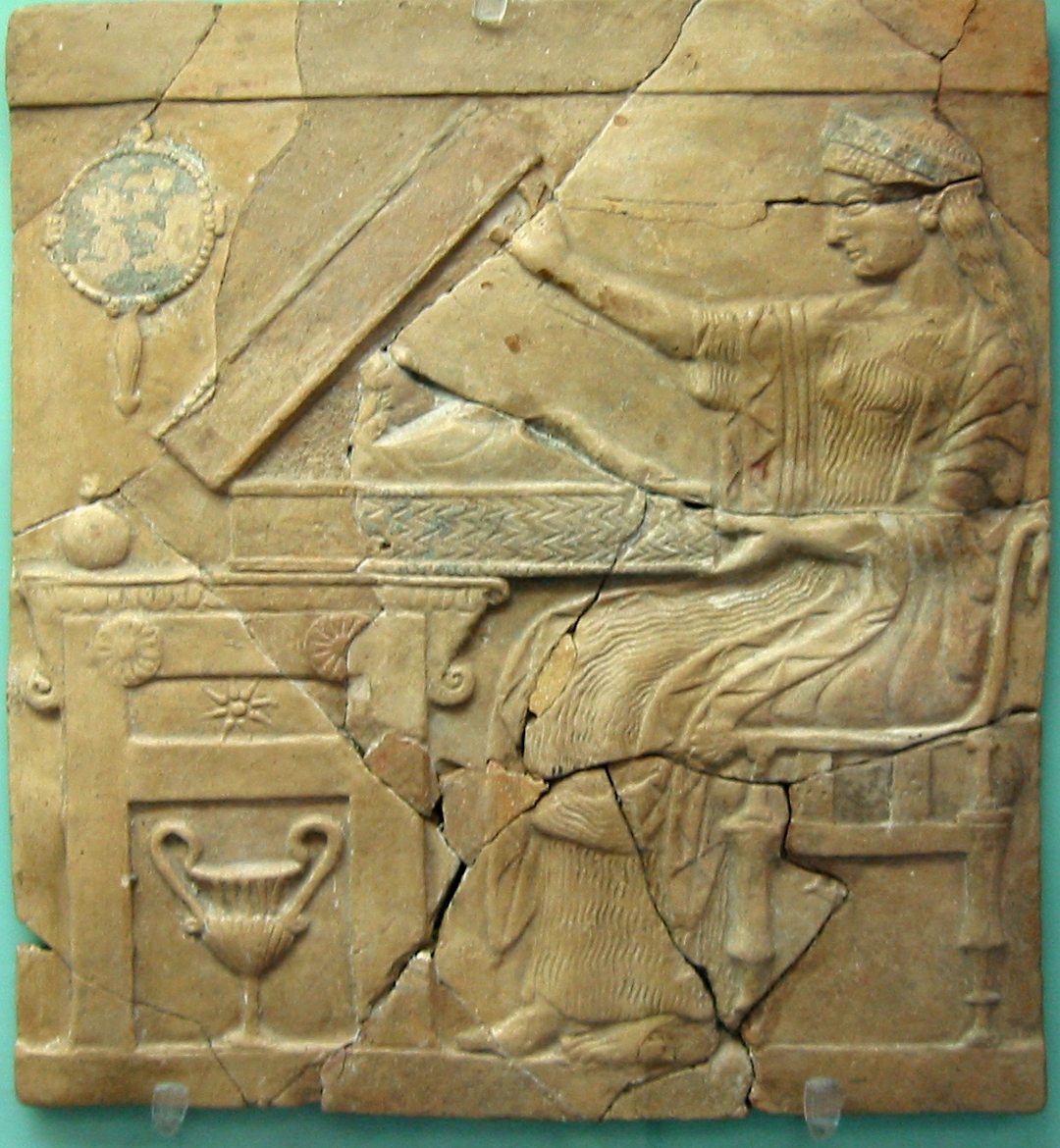
Pinax di Persefone che apre il "Liknon Mystikon" (λίκνον μυστικόν).
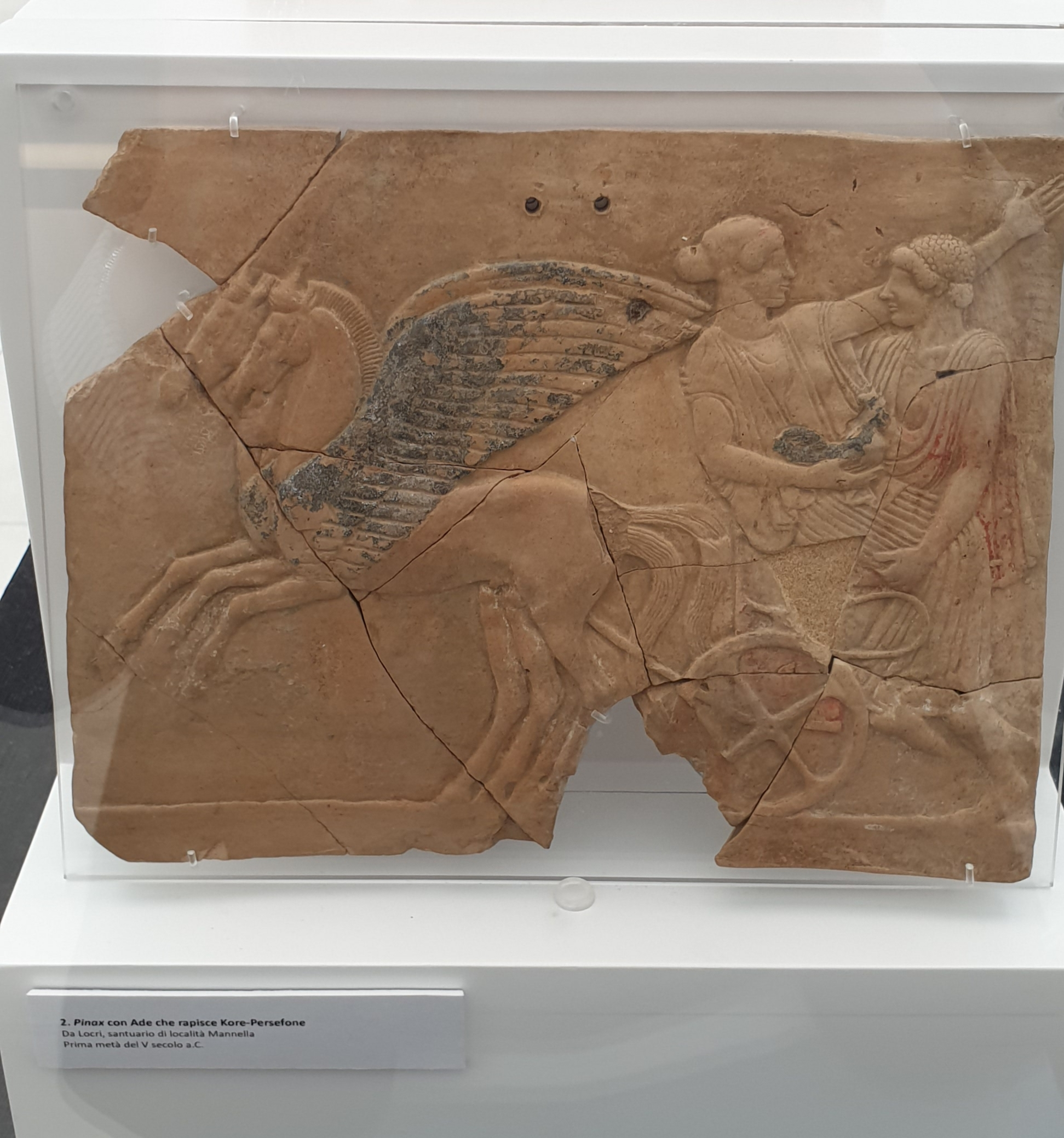
Pinax con Ade e Kore-Persefone, da Locri.

##### Archivio del Tempio di Zeus
La sala dell'archivio del tempio di Zeus, con reperti del IV-III secolo a.C., è costituito da 39 tavolette in bronzo iscritte. Venne ritrovato nel 1959 all'interno di una teca di pietra, in cui sono registrati i prestiti che la città ebbe dal tempio stesso. È spesso indicata la provenienza del denaro, come ad esempio le rendite agricole, e lo scopo del prestito, ovvero la realizzazione di opere pubbliche.

##### Tempio Ionico e gruppo dei Dioscuri
Una sala è dedicata al materiale proveniente dalla contrada Marasà (zona all'interno delle antiche mura) dove, negli anni 1889-1890, fu portato alla luce il basamento di un tempio in stile ionico (480-470 a.C.), che risultò poi sovrapposto a due altri templi più antichi, costruiti in stile dorico. Durante lo scavo furono trovate le sculture del gruppo dei Dioscuri (420-380 a.C.), uno dei reperti di maggiori dimensioni del Museo. Le sculture sono infatti collocate nella stessa posizione in cui si ritiene si trovassero sistemate sul frontone del tempio.
Realizzate in marmo pario, le statue rappresentano due giovani mentre scendono da cavallo con l'aiuto di Tritoni. La terza statua posta al centro, potrebbe rappresentare - seguendo l'ipotesi che la collega ai Dioscuri - una Vittoria o una Ninfa marina. Quest'ultima infatti rappresenta un corpo femminile (oggi senza mani, piedi e testa) che proviene dallo stesso sito del tempio ionico.
Il gruppo dunque dovrebbe rappresentare, nel frontone del tempio, le due divinità che intervennero a favore dell'esercito costituito da Locresi e Reggini nella battaglia della Sagra (VI secolo a.C.), miracolosamente vinta contro i Crotoniati nonostante l'inferiorità militare. La grande venerazione per i due gemelli figli di Zeus, che furono visti "combattere nel campo di battaglia, con vesti scarlatte, su cavalli bianchi", deriverebbe infatti proprio da questo episodio e il gruppo scultoreo potrebbe esserne un chiaro riferimento.
Le due statue dei gemelli Castore e Polluce, trovate in pezzi, ricomposte e, come si usava nei tempi passati, integrate con altro materiale nelle parti mancanti (soprattutto la statua destra), sono raffigurate nell'atto di balzare a terra dai propri cavalli, per accorrere in aiuto dei soldati. Assecondando la leggenda che voleva, in questo caso, i Dioscuri venuti dal mare, i cavalli hanno le zampe anteriori sostenute dalle mani alzate da due Tritoni, le divinità marine immaginarie che avevano il busto umano proseguente a coda di pesce.
Sulla piattaforma nella quale sono esposti i divini gemelli, c'è un pezzo marmoreo appartenente alla testa del cavallo del Dioscuro a destra. Il pezzo è stato esposto così isolatamente perché fu trovato dopo che era già stata integrata, in gesso, questa parte mancante del gruppo. Invece, la testa del Dioscuro di destra, trovata nel 1956 durante ulteriori scavi a Locri Epizefiri, da tempo ha sostituito la sua imitazione in gesso.

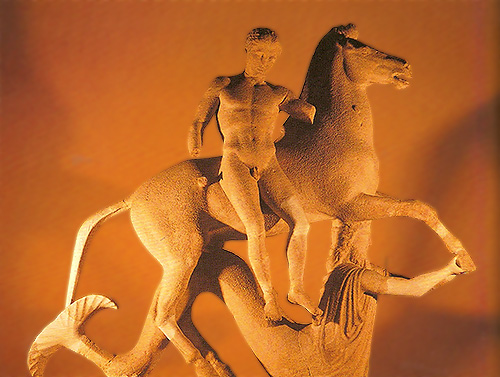
Statua sinistra.
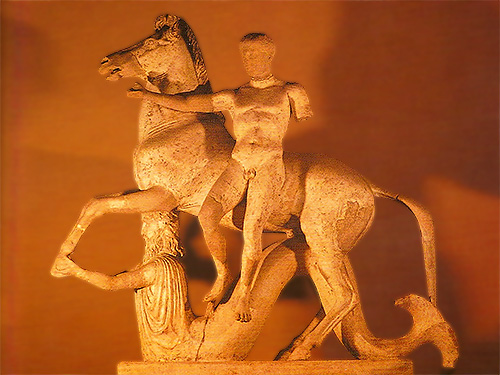
Statua destra.

I Dioscuri furono inizialmente trasportati a Napoli ed esposti nel locale Museo Archeologico. Nel 1964 vennero assegnati al Museo di Reggio, per essere riuniti agli altri reperti provenienti da Locri Epizefiri.
Nelle due sale successive, sono esposti oggetti in terracotta provenienti dal Santuario delle Ninfe di Grotta Caruso. Si tratta di eleganti figure femminili, modellini di grotte e di fontane collegate al culto delle Ninfe.

#### Rhegion (Reggio)
La sezione delle colonie della Magna Grecia prosegue al primo piano, dove inizia con la collezione di Rhegion (Reggio).
Quasi tutto il materiale esposto nelle sale dedicate alla città dello Stretto proviene da scavi occasionali effettuati sotto la città attuale, anche da quelli eseguiti per la costruzione del Museo stesso e dei palazzi circostanti. Molti dei reperti archeologici provengono infatti da necropoli della città antica d'epoca greca, la cui ricostruzione topografica è oggi molto difficile con i pochi dati a disposizione, perché la moderna città, essendo esistita nei secoli senza interruzioni, ha sepolto le tracce del suo passato sotto la città moderna, ed è stata più volte ricostruita dopo i terremoti (di cui si ricordano quello del 374 e quelli disastrosi del 1783 e del 1908).

##### Area Griso-Laboccetta

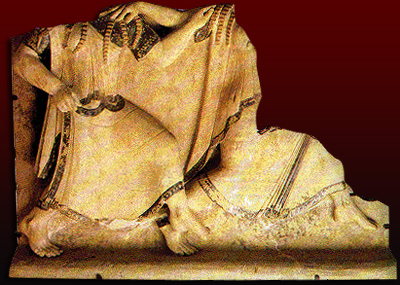
La lastra Griso-Laboccetta.

L'esposizione inizia dai reperti provenienti dalla più importante area sacra della Reggio greca, individuata al centro dell'odierna città. Si trovano statuette femminili, frammenti di vasi a figure nere, vasi a figure rosse e un grande frammento di una lastra in terracotta policroma, denominata Lastra Griso-Laboccetta, risalente al 525 a.C.-500 a.C. Raffigura in rilievo due figure femminili in atto di danzare in movimento verso destra, le figure sono modellate senza uso di matrice, i panneggi conservano raffinate decorazioni dipinte che riproducono i ricami sulle stoffe.

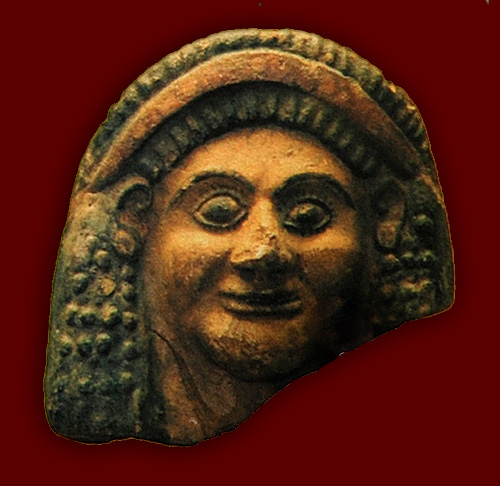
antefissa a testa femminile.
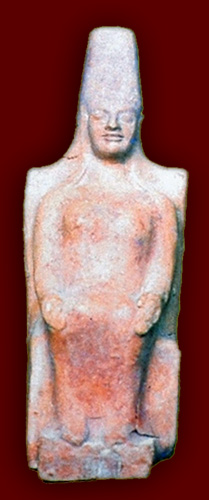
divinità femminile in trono di epoca arcaica.

##### Altri scavi in città

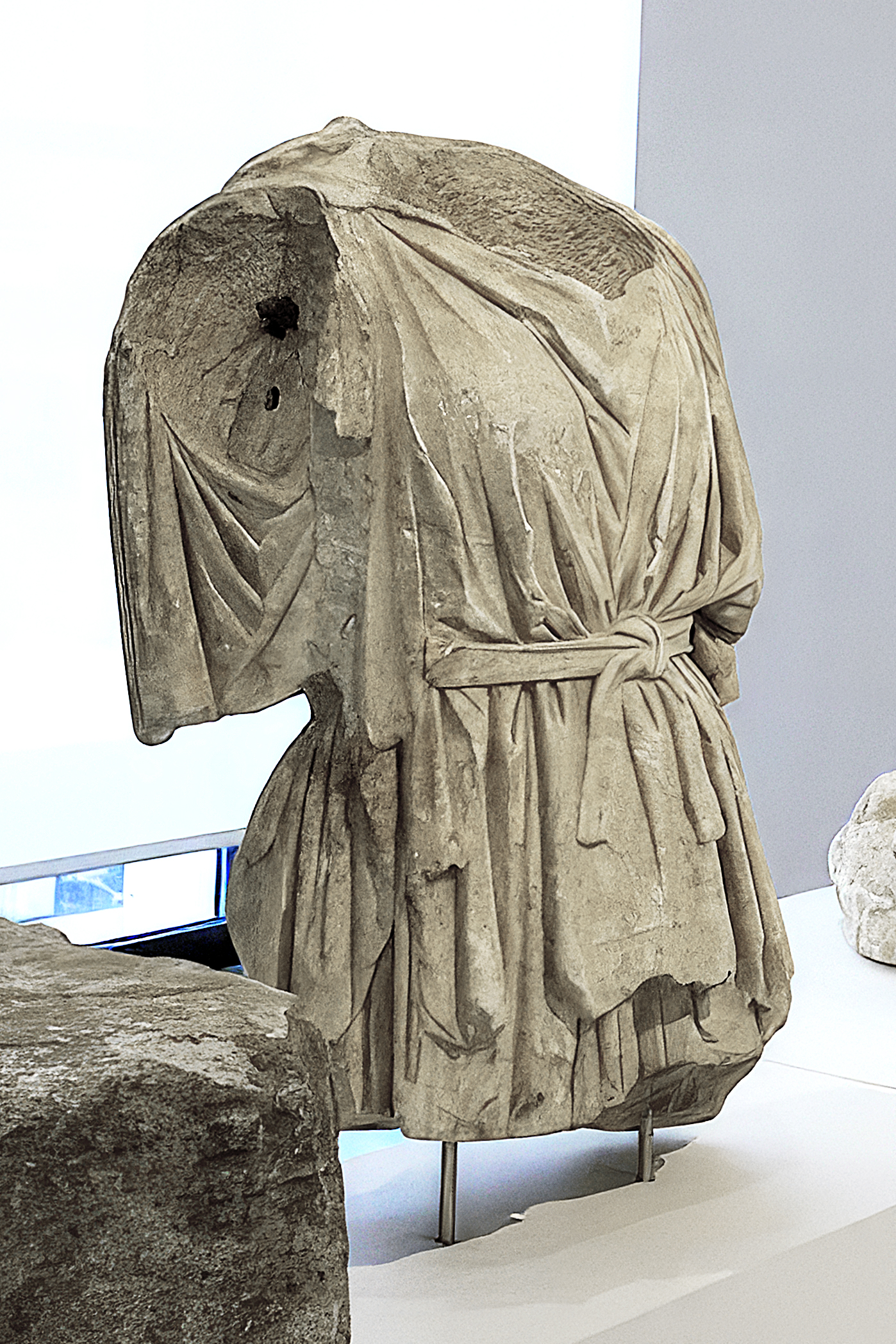
Copia romana del famoso gruppo di "Atena e Marsia" di Mirone, probabilmente pertinente al mausoleo di Giulia.

Nella vetrina accanto un interessante frammento d'anfora con guerrieri e cavalli e poi statuette, frammenti di coppe, crateri, ciotole, pissidi dipinte e una bellissima coppa a figure rosse (VI secolo a.C.) e frammenti di pinakes. Dinnanzi all'ingresso della sala impressiona per le dimensioni e per l'ottimo stato di conservazione, oltre che per la perfetta lavorazione, un cratere verniciato in nero, rinvenuto nel quartiere di San Gregorio, in una tomba ad incinerazione del VI secolo a.C. insieme ad un fine anello d'oro in forma ovale con l'incisione di una figura femminile e un manico a forma di uomo nudo.
Le architetture della Reggio greca sono poco note, di esse sono però giunte fino a noi delle terrecotte architettoniche con le quali erano ricoperti e decorati gli edifici. Si possono vedere pezzi delle grondaie, le cosiddette "sime" laterali (ultima fila di tegole del tetto) e coppi, spesso decorati. Accanto sono alcune antefisse (copertura all'estremità degli ultimi coppi del tetto) e due notevoli teste di drago.
Nelle vetrine vicine sono presenti frammenti provenienti dagli scavi effettuati nei pressi delle mura del Lungomare Falcomatà; e frammenti provenienti dall'abitato: un piattello a figure rosse, varie sfere in terracotta, forse biglie da gioco con iscrizione di nomi, due frammenti di modellini di navi e poi vari frammenti in ceramica ritrovati presso la collina degli Angeli, nella zona più alta del centro storico, dove oggi sorge il Santuario di Sant'Antonio, e poi una bella coppa rossa del II-I secolo a.C. fabbricata a Pozzuoli.
Ancora più avanti sono esposti reperti provenienti da un santuario che sorgeva lungo via Reggio Campi sempre in zona alta del centro storico, forse dedicato ad Artemide: varie lucerne, belle statuette, testine femminili ed altri reperti provenienti dalle necropoli di Santa Lucia (vicino al Museo) e di Santa Caterina, quartiere centro-nord della città non lontano dal Museo. Tra i più interessanti due vasetti in terracotta, uno con due manici a forma di grifo e piccoli capitelli in terracotta.
Più avanti, proveniente da una necropoli della città, si trova un inconsueto sarcofago in terracotta, usato per seppellire un giovanetto: ha la forma particolare di un piede calzato.

##### Scavi della Chora
Nelle ultime vetrine vi sono reperti provenienti dalla Chora, l'antico territorio di reggio fuori dalle mura della polis.
La notissima "Coppa vitrea" del III secolo a.C., decorata con scene di caccia mediante una sottile lamina d'oro inserita nel vetro, era usata probabilmente per mescolare cosmetici. Proviene da Varapodio e fu trovata fra il corredo di una tomba femminile, insieme agli eleganti orecchini in oro a forma di testa d'antilope, esposti nella medesima vetrina.
Più avanti, un servizio da tavola in argento proveniente da Taureana vicino Palmi (I secolo a.C.), e una lamina in bronzo con dedica ad Eracle da Oppido Mamertina (V secolo a.C.).

##### Kouros di Reggio

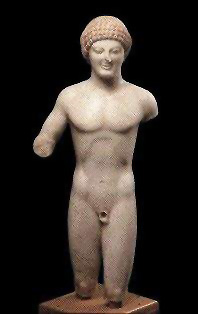
il Kouros di Reggio.

Il Kouros di Reggio è una statua alta 90 centimetri in marmo statuario di Paros datato al VI secolo a.C. (o forse più antico). Raffigura un giovane nudo, con il dorso scolpito più plasticamente. La statua ha perso le gambe sotto al ginocchio e mancano il braccio sinistro e l'avambraccio destro. Le analogie stilistiche lo collegano all'Eubea (patria dei coloni che fondarono Reggio).
Il kouros presenta il tipico "sorriso arcaico"; la capigliatura, colorata in rosso, si presenta come una calotta di riccioli sovrapposti, del tipo a lumachella.
La scultura in marmo greco proviene dallo scavo per il passante sotterraneo lungo la marina ed è stato acquisito nel 2000 da parte della soprintendenza con una sentenza del tribunale di Reggio Calabria.
La sua origine e la sua funzione sono incerte. Si pensa, come per altre immagini arcaiche, che possa essere una scultura votiva di giovinetto (è stato interpretato come pàis) ma è stata anche avanzata l'ipotesi della destinazione sepolcrale in rapporto con il sepolcro del poeta Ibico di Reggio (VI secolo a.C.).

#### Le sub-colonie

##### Metauros (Gioia Tauro)
L'antica Metauros (o Matauros), una delle colonie minori lungo il Tirreno, fu fondata dai Calcidesi di Rhegion o di Zancle, nella metà del VII secolo a.C., nel sito che è oggi occupato da Gioia Tauro, Città metropolitana di Reggio Calabria. Passò successivamente sotto il controllo di Locri Epizefiri nel VI secolo a.C.; poi verso il 450 a.C., tornò nell'orbita di Reggio, divenendo il suo avamposto tirrenico al confine col territorio locrese. Prima della conquista romana decadde e scomparve.
Il materiale proviene dell'esplorazione di circa 2.500 tombe di vari periodi e di una necropoli del VII-VI secolo a.C. scoperta nel 1956.
La necropoli arcaica in contrada Pietra risalente al VII secolo a.C., ha fornito molti dati sul commercio e sulla cultura. I corredi funerari più antichi, della prima metà del VII secolo a.C., sono costituiti da vasi e altri oggetti tipici delle culture indigene associati a quelli greci; infatti con la popolazione ellenica vivevano anche alcuni indigeni che per qualche tempo mantennero usi e tradizioni della propria cultura originaria.
In una prima parte della necropoli vi sono sepolture a incinerazione, con i resti del rogo raccolti in grandi anfore d'argilla deposte nel terreno, importate da centri della Grecia come Corinto, Atene, Samo, Chio e Sparta; o da altre aree del mar Mediterraneo come l'Etruria e i centri fenici e punici come contenitori di vini o olii pregiati, materiale che ha permesso lo studio dei commerci marittimi nel Tirreno nel VII secolo a.C. e VI secolo a.C.. In molti corredi funerari sono presenti vasi figurati importati da Corinto, Rodi, Samo e dall'Attica.
Nell'altra parte della necropoli invece, è stato adottato il rito funerario dell'inumazione, col cadavere deposto in una fossa scavata nella terra che aveva le pareti laterali e la copertura realizzate utilizzando delle grandi tegole. In quest'ultima tipologia di tombe furono trovati molti corredi (esposti nelle vetrine), costituiti soprattutto da vasi importati dalla regione greca dell'Attica e da Calcide, la città dell'isola Eubea, patria d'origine degli antenati dei fondatori di Metauros.
I vasi del VI secolo a.C. detti calcidesi, una delle più notevoli produzioni arcaiche a figure nere dopo quella attica, si ritiene fossero prodotti nella vicina Rhegion, in una bottega di artigiani di origine calcidese. I vasi rinvenuti a Metauros comprendono importanti rappresentazioni mitiche come l'accecamento di Polifemo e la caccia al cinghiale di Calidone.

##### Medma (Rosarno)
Nelle vetrine allestite in due sale sono custoditi i reperti provenienti da Medma, la colonia fondata dai Locresi sul tirreno tra il 650 a.C. ed il 600 a.C., occupando una località dove oggi vicino troviamo Rosarno, Città metropolitana di Reggio Calabria.
La gran parte dell'abbondante materiale esposto, che fu rinvenuto in un deposito dove venivano accantonate le offerte dei fedeli, è costituito da statuette in terracotta (figure femminili offerenti) di varie dimensioni prodotte localmente, realizzate utilizzando delle matrici come quelle visibili in una vetrina.
Fra l'altro materiale si nota uno specchio in bronzo, sul cui manico è raffigurato un personaggio villoso con la coda vestito con una corta pelle d'animale, che tiene per mano ed accarezza un giovane nudo dormiente.

##### Hipponion (Vibo Valentia)
Tra le due sale di Medma e Kaulon, si possono ammirare i reperti provenienti da Hipponion, colonia locrese che sorgeva nel sito oggi occupato da Vibo Valentia. Un pannello a colori illustra l'area di scavo.

##### Kaulon (Monasterace Marina)

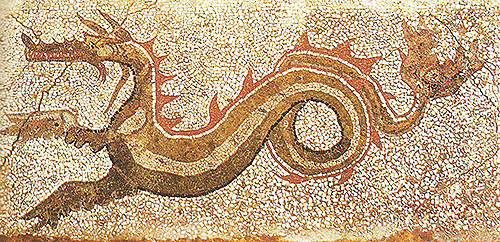
Mosaico del III secolo a.C. da Kaulon raffigurante un drago.

Contrariamente a quanto si potrebbe pensare, Kaulon (o Kaulonia) non corrisponde con l'attuale Caulonia, ma occupava piuttosto il territorio tra le due città rivali Locri Epizephiri e Kroton, presso l'attuale Monasterace marina sul promontorio di Punta Stilo, sulla costa jonica in provincia di Reggio Calabria.
Fondata probabilmente da Kroton sotto la guida di Tifone di Egio, un greco dell'Acaia, Kaulon visse pochi periodi di vera indipendenza, testimoniati dalle sue belle monete d'argento, perché rimase per lungo tempo una piccola città sotto la tutela della più potente Kroton e, successivamente, fu oggetto dell'interesse dei vicini locresi e dei loro alleati siracusani. Ciò tuttavia non impedì alla città di attraversare il suo momento di massimo splendore, testimoniato da una serie di monete d'argento di ottima fattura risalenti al 525 a.C..
Nella sala di Kaulon l'attenzione è attratta dalla decorazione di un tempio (470-450 a.C.) trovato sulla collina della Passoliera. Parte di esso è ricostruita nel Museo utilizzando il materiale originale recuperato; di particolare suggestione per il visitatore sono infatti le terrecotte architettoniche finemente decorate a palmette e fiori di loto, e i gocciolatoi a forma di testa di leone, che svolgevano la funzione magica di guardiani contro le potenze del male.
Proveniente sempre dalla stessa collina, è esposta una testa in terracotta datata al 550 a.C. - 500 a.C. forse appartenuta ad una statua. Interessanti le varie aule in terracotta esposte con scene di animali e di caccia con cariatidi o sfingi. Bella è la raffigurazione su antefissa di terracotta con eroe a cavallo di delfino (V secolo a.C.).
Di particolare interesse risulta il corredo di una tomba scoperta nei pressi di Caulonia, a Camini, con un bel vaso con mosaico in bronzo, una situla, fibule d'argento e vari vasi a vernice nera (V secolo a.C.).
Pezzo molto interessante è il noto mosaico pavimentale con il drago del III secolo a.C., dai colori vivaci, recuperato dal pavimento della stanza di un'abitazione.

##### Laos (Marcellina)
La città di Laos, edificata dal 350 a.C. in poi, fu individuata e messa in luce nella parte settentrionale della Calabria tirrenica, presso Marcellina (Santa Maria del Cedro), tra i fiumi Lao e Abatemarco. Abitata da Lucani, era diversa comunque anche se omonima dalla colonia di Sibari, che gli storici ricordano come esistita nella medesima zona.
Nei primi anni sessanta nella necropoli di questa stessa città lucana, fu trovata una tomba a camera risalente al periodo tra il 350 a.C. ed il 300 a.C., utilizzata per un doppio seppellimento maschile e femminile.
Al centro di questa sala (attualmente in riallestimento), fa bella mostra di sé l'armatura da parata in bronzo, relativa alla sepoltura maschile di un personaggio appartenuto all'aristocrazia. È composta da un elmo di tipo frigio con la cresta e le paraguance mobili, da una corazza bivalve in lamina di bronzo di tipo anatomico decorata, dai due schinieri anatomici che coprivano le gambe, da uno sperone e dalle parti non consunte di alcuni cinturoni. Nella stessa vetrina è esposto un diadema in oro del IV secolo a.C., costituito da una lamina con cinque rosette applicate, ritenuto pertinente alla sepoltura maschile perché in vita probabilmente era usato dal personaggio quale segno di prestigio.
L'altro materiale rinvenuto nella tomba è composto da un gruppo di vasi in terracotta di varie forme e dimensioni, anche pertinenti alla sepoltura femminile.

##### Krimissa (Cirò marina)
Sono esposti i reperti provenienti dal tempio di "Apollo Alaios", cioè "Apollo che allontana il male", costituito da 8 x 19 colonne, edificato isolato a Punta Alice lungo la costa settentrionale ionica della Calabria presso l'odierna Cirò Marina, dove secondo una leggenda l'eroe omerico Filottete di ritorno dalla guerra di Troia aveva depositato arco e frecce, desideroso di pace dopo i dieci lunghi anni di guerra.
La sala è dominata dalla stupenda Testa in marmo raffigurante Apollo (450 a.C.-430 a.C.), dello scultore Pytaghoras (Pitagora da Reggio), tra i pochi esempi giunti fino ad oggi delle personificazioni statuarie del Dio, presenti all'interno delle celle dei templi, dove l'accesso era consentito rigorosamente solo agli addetti al culto, quindi non viste dalla massa di fedeli.
La testa dall'aspetto sereno che fu scolpita per rappresentare il dio Apollo è stata realizzata in marmo senza raffigurare i capelli, infatti nella parte alta della scultura, tutti intorno, si notano i fori d'alloggiamento dove venivano inseriti i perni di fermo di una parrucca in bronzo dorato che simulando i capelli serviva a completare la testa, coprendo la parte che oggi sembra non rifinita dallo scultore.
Il resto della sezione (attualmente in riallestimento) comprende una vetrina dove sono esposti due piedi ed una mano, entrambi considerati pertinenti all'Apollo, perché realizzati utilizzando lo stesso tipo di marmo. Nella vetrina c'è anche una parrucca in bronzo che però non si adatta alla testa di Apollo, ciò fa pensare che nel tempio fossero almeno due le teste, e quindi le immagini utilizzate per raffigurare il dio Apollo.
Guardando la testa, si nota come essa sia stata scolpita in modo da finire al collo con una base liscia che serviva per poterla inserire nell'apposito incastro di un manichino in legno, che ricoperto di panneggi, aveva lo scopo di simulare un corpo di persona. Infatti il manichino con l'aggiunta di una testa in marmo completata da occhi in pasta vitrea e parrucca in bronzo dorato, mani e piedi in marmo ai quali venivano applicati dei calzari in bronzo, diventava la figura che rappresentava il dio Apollo, in questo caso in posizione seduta, secondo quanto si deduce dalla torsione delle caviglie dei due piedi trovati.

### Sezione di Numismatica

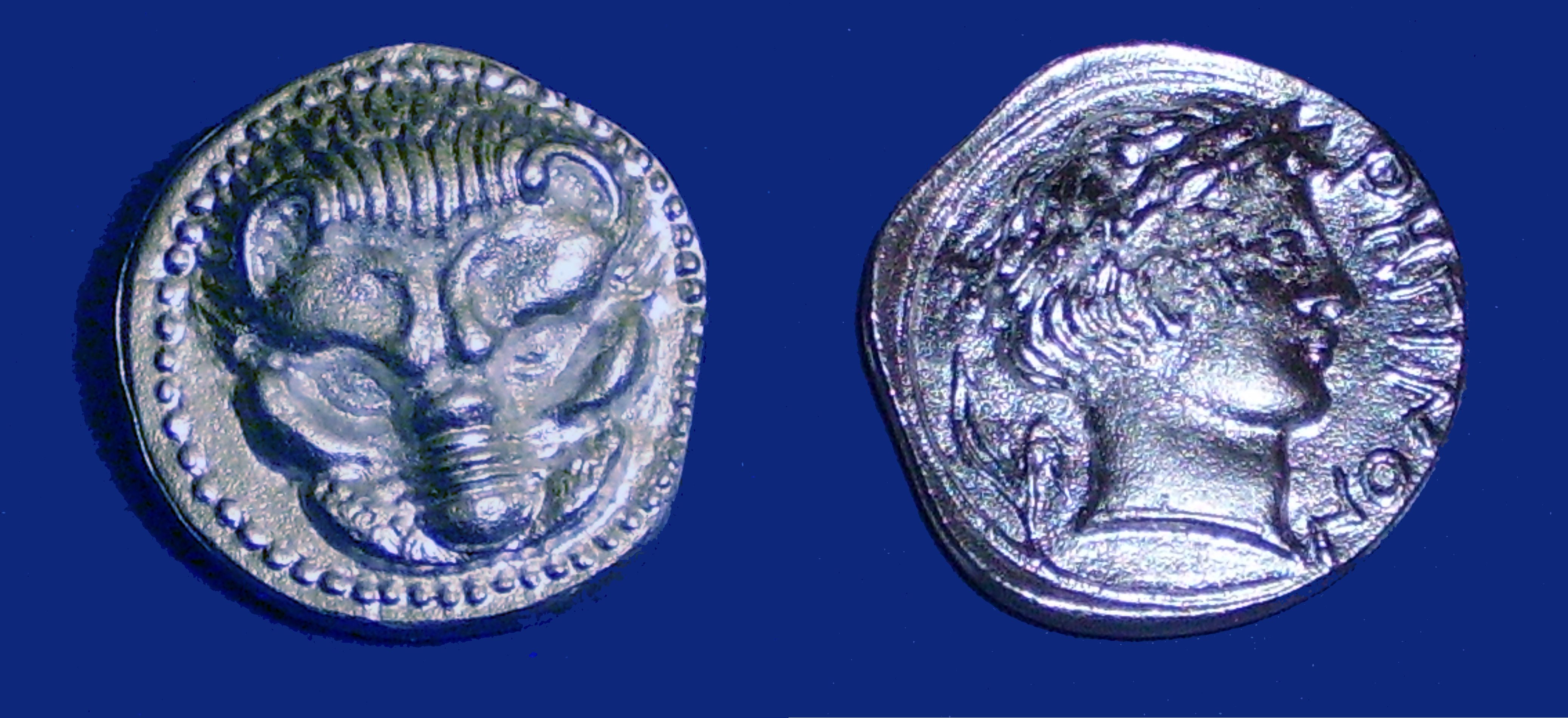
Riproduzione moderna di un tetradramma (quattro dracme) di Reggio di epoca magno greca).

In una lunga bacheca al centro dell'ampia sala, sono esposte le monete secondo le città d'emissione. Poi, in altre bacheche lungo le pareti della stessa sala, troviamo esposti, così come furono trovati, una parte dei tesoretti oggi custoditi dal Museo, cioè i mucchietti di monete che qualcuno aveva tesaurizzato e che poi, sopraggiunti tempi difficili, non era riuscito a recuperare. Fra i vari tesoretti, anche riguardanti il periodo romano e bizantino, è notevole quello di Vito Superiore (un quartiere di Reggio), con 134 monete d'argento del mondo greco antico, che testimoniano lo sviluppo dei contatti commerciali fra le varie città in quel tempo. Comprende monete di Reggio, Agrigento, Gela, Catania, Siracusa, Messina, Corinto, Atene, Leontini, e Terina.

### Sezione Romana e Bizantina
Attualmente in riallestimento comprende numerosi reperti delle due epoche storiche.
Fra gli oggetti d'arte conservati in questa parte del museo ricordiamo i vasi da farmacia prodotti dalla famosa fabbrica di Castelli d'Abruzzo, provenienti dalla Certosa di Serra San Bruno e dal Convento dei Domenicani di Soriano Calabro; una base di fonte battesimale del '300 attribuita ad un seguace di Tino da Camaino; diversi oggetti di carattere religioso come crocette reliquiarie e medaglioni in argento e oro del periodo dei Bizantini in Calabria.

### Pinacoteca civica
La pinacoteca civica che era in parte ospitata dal Museo Nazionale, è di recente stata trasferita nella nuova struttura.

### Sezione di Archeologia subacquea
La sezione fu allestita il 3 agosto 1981, quando l'esposizione a Reggio delle statue trovate nel mare di Riace giustificò la raccolta in una speciale sezione di tutti i reperti di provenienza subacquea già custoditi al Museo.
Nella prima sala sono esposte anfore da carico di tipo greco, punico e romano; differenti tipi di ancore, fra cui due primitive pietre-ancora con foro centrale; un elmo corinzio del V secolo a.C. proveniente da Capo Colonna; parti di statue in bronzo provenienti da una nave greca di circa 15 metri di lunghezza affondata verso il 400 a.C. all'imboccatura settentrionale dello Stretto di Messina, proprio fra Scilla e Cariddi, zona che ti ho ritenevano pericolosa per la navigazione.
Attraverso una porta di vetro che viene aperta controllando il numero di visitatori (per conservare il microclima della sala), si accede ad un grande ambiente di 24 x 9 m. Qui sono esposte le quattro opere in bronzo che hanno permesso di documentare in uno stesso Museo l'evoluzione dell'arte greca sia in Magna Grecia che in Grecia (cosa eccezionale per un museo italiano):
- i bronzi di Porticello con la testa di Basilea e la testa del Filosofo;
- i bronzi di Riace (il giovane e il vecchio).

#### Bronzi di Porticello

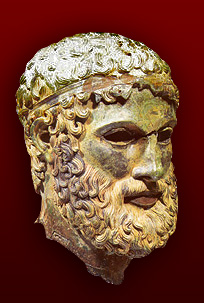
La Testa di Basilea.

Il relitto trovato nel 1969 da alcuni pescatori poco a nord di Villa San Giovanni (località Porticello), fu subito parzialmente spogliato del materiale sparso sul fondo. Quando intervenne la Soprintendenza di Reggio fu possibile ottenere la consegna di varie anfore per derrate alimentari ed alcuni pezzi di tre statue in bronzo a grandezza naturale fra cui due fianchi destri di personaggi nudi, ed una testa raffigurante un vecchio dalla lunga barba.
Dal 1993 a questi reperti si è aggiunta un'altra testa in bronzo, denominata oggi "Porticello B", esposta nel Museo di Reggio dal 1997. Appartenuta al giacimento di Porticello, fu sottratta al relitto prima dell'intervento della Soprintendenza reggina e finita in Svizzera, da dov'è stata restituita nel 1993.

##### Testa di Basilea
Nota anche come Testa di porticello B, si ritiene che fu amputata dal busto di una statua per mezzo di violenti colpi che hanno causato anche la perdita di entrambi gli occhi ed il danneggiamento della radice, del naso, dell'occhio e dell'orecchio sinistro a causa di una lunga frattura nel metallo.
La Testa di "Porticello B", dall'aspetto serio del volto, può essere appartenuta alla statua di un dio o a quella di un personaggio d'alto rango, statua certamente realizzata nei modi artistici dello stile severo, caratteristici della prima metà del V secolo a.C., quando l'arte greca si esprimeva ancora con le maniere convenzionali che appaiono in quest'opera: capelli a piccoli riccioli inanellati ornati da una benda o forse da un diadema; volto dai tratti idealizzati con i profili netti delle arcate sopraccigliari e del naso; barba modellata in forma raccolta.

##### Testa del Filosofo

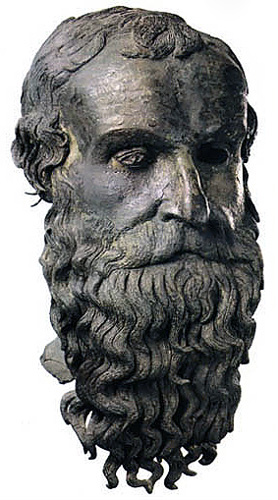
La Testa del Filosofo.

Anche la testa del "Filosofo" (450 a.C. - 400 a.C.) è danneggiata per essere stata amputata violentemente da una statua, di cui sono stati recuperati alcuni pezzi, fra i quali c'è anche una mano ossuta da vecchio.
Alla testa manca l'occhio sinistro, mentre il destro conserva l'iride in pasta vitrea; mancano anche alcune ciocche di capelli alla nuca ed un cordone che cingeva la testa come indica la sua traccia visibile sui capelli.
Non essendo disponibile alcuna notizia per identificare il personaggio raffigurato, la testa è stata denominata "Ritratto di Filosofo" prendendo spunto dal corto mantello riconosciuto in uno dei pezzi recuperati fatti con lo stesso materiale di fusione, che costituiva il tipico abbigliamento dei letterati e dei pensatori dell'antica Grecia. Secondo alcuni il ritratto raffigurerebbe Pitagora.
Del "Filosofo" si possono osservare i capelli radi, segno di calvizie avanzata; il naso affilato ed aquilino che si staglia sotto la fronte ossuta ed aggrottata da "pensatore"; i folti baffi che coprono interamente le labbra serrate; e la barba particolarmente lunga ed abbondante.
La testa che esibisce le naturali simmetrie del volto e i segni di una vita vissuta, fu realizzata nella seconda metà del V secolo a.C., superato lo stile Severo dei decenni precedenti. Uno stile che in questo caso orientò il proprio interesse verso la raffigurazione realistica della figura umana, iniziando una corrente artistica che insieme ad altre belle opere ci ha dato i Bronzi di Riace.

#### Bronzi di Riace

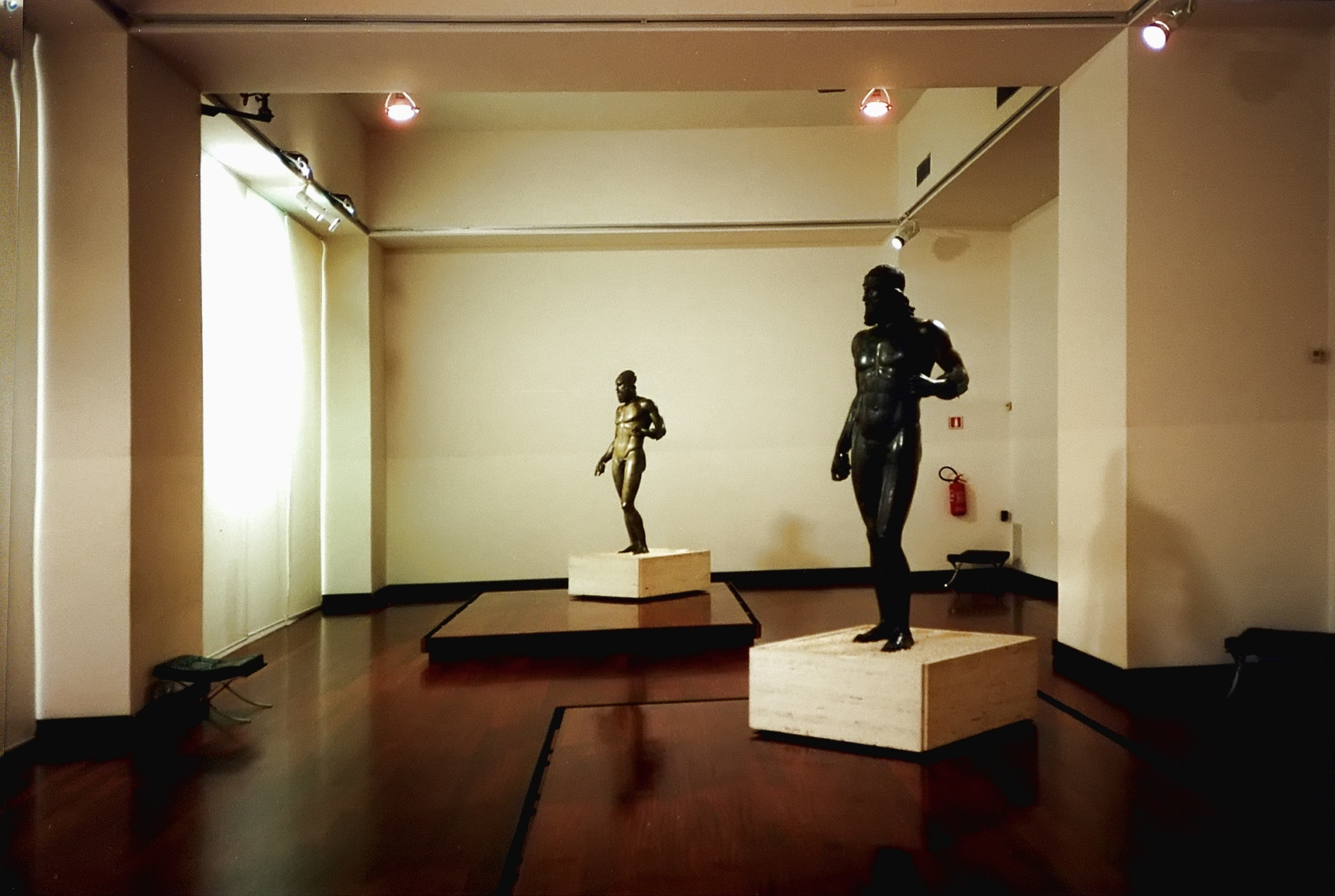
i Bronzi di Riace.

Il 16 agosto 1972 le due statue conosciute oggi come "I Bronzi di Riace", furono trovate da un subacqueo nelle acque del Mar Ionio, lungo la costa di Riace, in provincia di Reggio Calabria. Dopo il lungo restauro i due Bronzi sono stati collocati nella grande sala a loro riservata, tenuta a clima controllato con l'umidità al 40-50% e la temperatura a 21-23 gradi.
Trovandosi Reggio in una zona altamente sismica, le statue sono state protette da questo rischio, ponendo ciascuna di esse sopra una struttura antisismica dedicata e parzialmente interrata nel pavimento che, mentre svolge il compito d'attutire e smorzare le eventuali oscillazioni dovute a scosse telluriche, svolge anche la funzione di piedistallo della statua. Ogni statua è vincolata alla struttura antisismica mediante un'asta d'acciaio verticale che, utilizzando le aperture esistenti nella pianta dei piedi dei Bronzi, sale lungo la gamba destra fino alle spalle dove uno snodo la unisce ad una barra posta orizzontalmente. Questa barra orizzontale, utilizzando la gamba sinistra, è poi collegata mediante cavi d'acciaio alla struttura antisismica di modo che ogni singola statua risulti saldamente ancorata al proprio piedistallo. Nell'occasione del nuovo posizionamento dei due Bronzi, è stata attivata anche una protezione contro eventuali atti vandalici, consistente in un sistema anti-intrusione, basato su telecamere e sensori, che attivano un'invisibile gabbia elettronica d'allarme intorno ad ogni statua.

##### Statua A

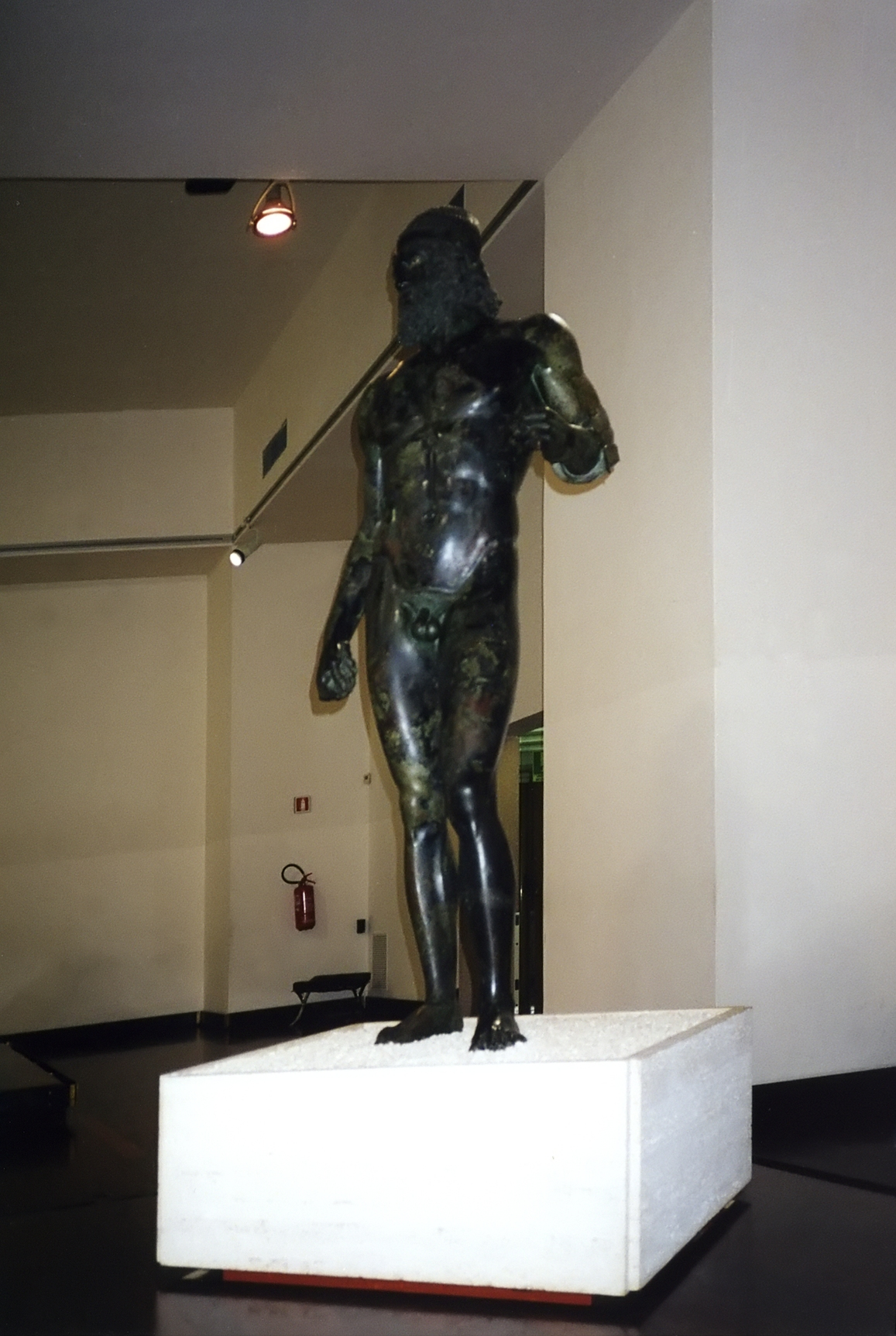
Statua A - il Giovane.

La statua A, definita "il Giovane" per le fattezze più giovanili se confrontata con l'altra, è una figura maschile nuda, stante, con un'altezza di 2 m ed il peso di 190 kg. Lo spessore del bronzo è di circa 8 mm. Risulta chiaro che la statua in origine fosse dotata di scudo ed asta.
Nella parte sinistra della testa manca una ciocca di capelli che lascia vedere una parte d'orecchio che appare già modellata. Considerando che l'orecchio non sarebbe stato visibile senza questo danneggiamento, è stata fatta l'ipotesi di un cambio d'intenzione dell'artista o di una modifica della testa della statua, in tempi successivi, quando possono essere state applicate le ciocche di capelli che hanno coperto l'orecchio. Gli occhi sono privi di pupille; all'avambraccio sinistro vediamo saldato il bracciale a cui era fissato lo scudo.
Questa statua, comunemente conosciuta come "il Giovane", ha le sembianze di un giovane uomo con lo sguardo in atteggiamento di sfida verso un ignoto avversario. Il viso è contornato da una folta barba ricciuta, come ricciuti sono i lunghi capelli che, alla sommità del capo, sono accuratamente definiti. I capelli sono cinti dal segno piatto di una benda. Su questo segno, in origine, era sovrapposto un serto d'elementi vegetali o, forse, una benda d'oro fusa a parte. Le labbra sono in rame, per imitare il colore vero: sono dischiuse e lasciano intravedere i denti, resi con una lamina in argento che, col suo colore bianco, riesce a simulare il colore reale.

##### Statua B

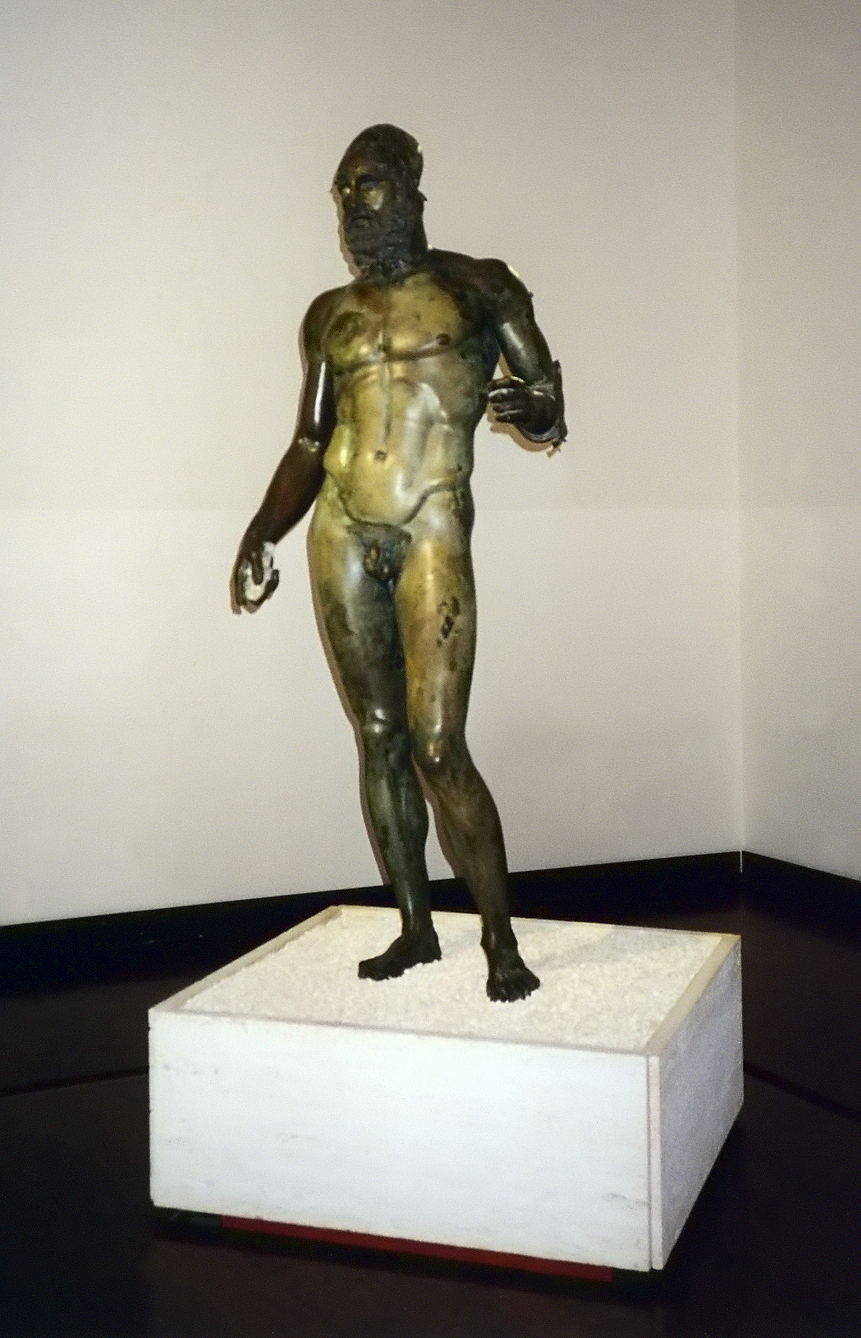
Statua B - il Vecchio.

La statua B, definita "il Vecchio" per le fattezze più mature se confrontata con l'altra, è una figura maschile nuda, stante, con un'altezza di 1,98 cm ed il peso di 190 kg. Lo spessore del bronzo è di circa 7 mm. Risulta chiaro che la statua in origine fosse dotata di scudo, asta ed elmo.
Manca l'occhio sinistro e la falangetta al dito indice della mano destra. I capelli appaiono solo a piccole ciocche, tutte intorno al volto e alla nuca. Al loro posto vediamo una struttura oblunga, sulla quale l'elmo, fuso a parte, veniva calzato in modo che, comunque, non avrebbe fatto vedere tutti i capelli, anche se fossero stati realizzati. Per tale ragione fu modellata solo la parte inferiore delle orecchie, perché visibile con l'elmo che, per questa statua, era previsto rialzato sul capo, nella posizione di riposo.
Le braccia, che sappiamo d'altra fusione (quindi, forse, oggi in posizione diversa dal modellato iniziale), sono disposte in modo da tenere, in posizione di riposo, scudo ed asta: nell'avambraccio sinistro, vediamo saldato il bracciale e la piastra a cui era fissato lo scudo. Le mancanze sommatesi, dell'elmo e dell'occhio sinistro, non permettono di percepire pienamente l'animazione che aveva il volto concepito dall'autore. Tale volto (contornato da una fluente e morbida barba) rivela comunque l'età matura del personaggio che, per questa ragione, nel confronto inevitabile con l'altra statua, ha ricevuto il nome convenzionale di "il Vecchio".